# Bohuslän
Bohuslän ['buːhʉːslɛːn] ist eine historische Provinz (schwedisch landskap) in Schweden.

## Geographie

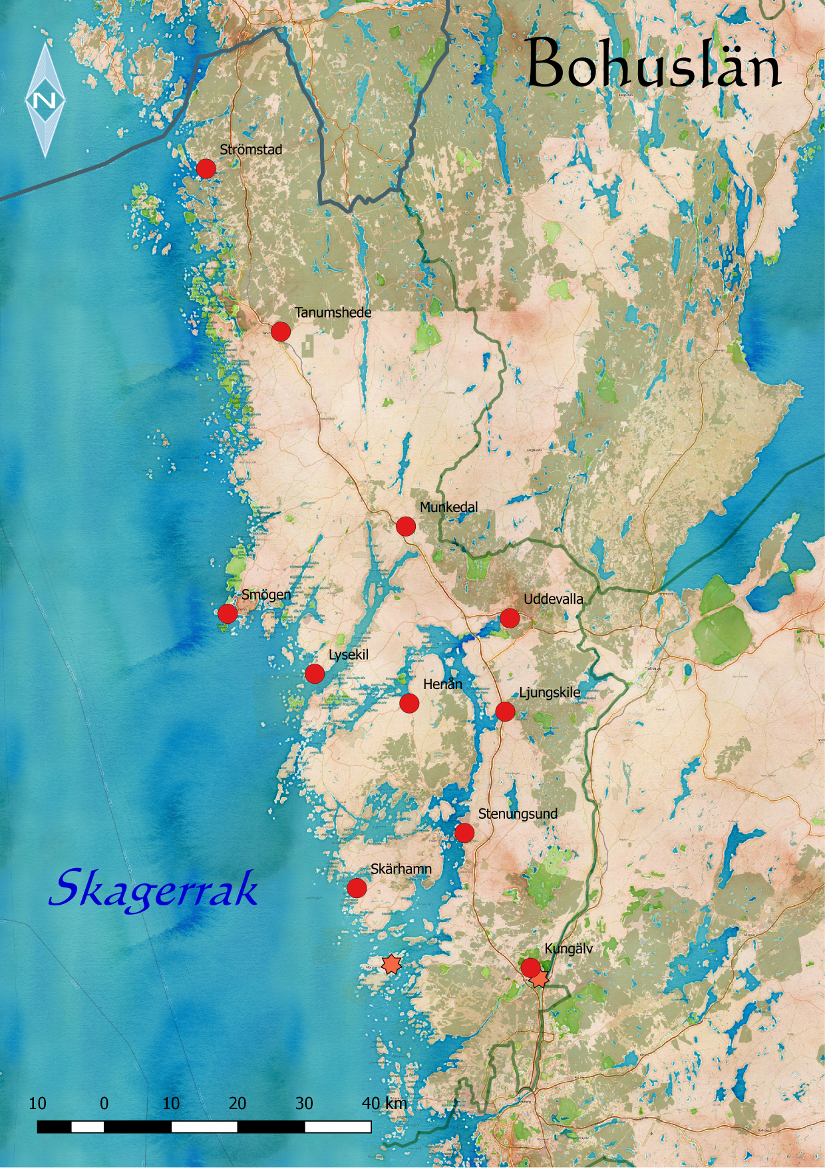
Karte

Bohuslän liegt in Westschweden nördlich von Göteborg und ist durch felsige Küsten mit vorgelagerten Inseln (zum Beispiel Tjörn, Orust, Marstrand) und Schären gekennzeichnet. In Bohuslän befindet sich mit Gullmarsfjorden Schwedens einziger Fjord. Die größte Stadt in Bohuslän ist Uddevalla.
Bohuslän grenzt im Norden an Norwegen, im Osten an Dalsland und im Südosten an Västergötland.

## Geschichte

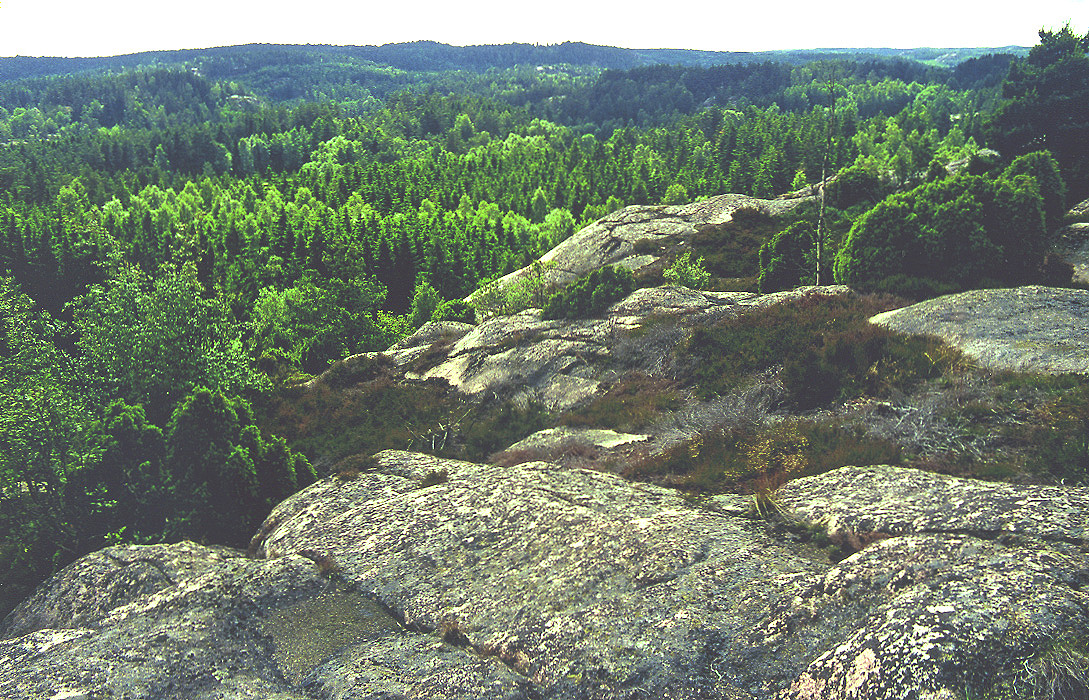
Typische Landschaft in Bohuslän zwischen Munkedal und Lysekil

Der norwegische König Harald I. machte die Gegend um 870 zu einem Teil Norwegens und ungefähr ab dem 13. Jahrhundert ist die Region unter verschiedenen Abwandlungen des Namens Bohuslän bekannt. Nach der Auflösung der Kalmarer Union wurde die Gegend unter dänisch-norwegischer Personalunion geführt und 1658 ging sie im Frieden von Roskilde an Schweden.
Der schwarze Tod von 1349 traf Bohuslän schwer. Etwa die Hälfte der Bevölkerung starb und somit stand ein Großteil der Gehöfte leer. Außerdem war die Periode zwischen dem 14. und 15. Jahrhundert recht kühl, was zu einem verringerten Bevölkerungswachstum führte. Die Landwirtschaft hatte sich erst im 17. Jahrhundert ausreichend erholt.
Wirtschaftliche Aufschwünge gab es immer, wenn reichlich Heringe gefangen werden konnten. Zwischen 1559 und 1588 fand diese Einnahmequelle großes Interesse beim dänischen König Friedrich II., der die Fischerei mit Steuern und Zöllen belegte. In dieser Zeit wie auch zwischen 1747 und 1808, am Ende der Kleinen Eiszeit, waren die Heringsschwärme groß, die reichlichen Fänge kamen mittelbar der ganzen Provinz zugute. Es entstanden viele Fischersiedlungen, was zu einer nachhaltigen Veränderung der Landschaft führte, da viele Wälder für Wohnhäuser, Boote und Fischverarbeitungsanlagen abgeholzt wurden. Übrig blieben kahle Klippen, die heute noch die Landschaft prägen. Im Landesinneren hingegen wurde zu Beginn des 20. Jahrhunderts verstärkt aufgeforstet.
1903 wurde die Bohusbana eröffnet, die von Göteborg nach Strömstad führt.

## Wirtschaft und Tourismus
Wirtschaftlich wird die Region von der Nähe zu Göteborg dominiert. Für Reisende sind vor allem die landschaftliche Vielfalt und die zahlreichen Sehenswürdigkeiten von Interesse, die sich auch durch den beliebten Sommer-Wanderweg Bohusleden erschließen lassen. Ein weiterer touristischer Anziehungspunkt sind die Felsritzungen, hällristningar, in und um Tanumshede, die zum Weltkulturerbe gehören.

## Klima
Die klimatische Gunstlage mit vielen Sonnenstunden und angenehmen Temperaturen im Sommer (Juli/August meist zwischen 22 und 26°) trägt zur Attraktivität der Region bei.

## Landschaftssymbole

Inoffizielle Flagge Bohusläns

- Blume: Wildes Geissblatt (lat. Lonicera periclymenum)
- Tier: Seehund (Phoca vitulina)
- Vogel: Austernfischer (Haematopus ostralegus)
- Fisch: Makrele (Scomber scombrus)